# یورش پاگودا ژا لوی
یورش پاگودا ژا لوی مجموعه ای از حملات همزمان به پاگوداهای مختلف بودایی در شهرهای بزرگ ویتنام جنوبی اندکی پس از نیمه شب ۲۱ اوت ۱۹۶۳ بود. این حملات توسط نیروهای ویژه ارتش جمهوری ویتنام به فرماندهی سرهنگ لِه کوانگ تونگ و پلیس رزمی انجام شد که هر دو دستور خود را مستقیماً از نگو دین نو، برادر کوچکتر رئیس‌جمهور، نگو دین دیم پیرو کاتولیک دریافت کردند. پاگودا ژا لوی، بزرگترین بتکده در پایتخت ویتنام جنوبی، هوشی‌مین و از برجسته‌ترین معابد این شهر مورد حمله قرار گرفت. بیش از ۱۴۰۰بودایی دستگیر شدند و تخمین زده می‌شود که تعداد کشته‌ها و مفقودان به صدها نفر برسد. در پاسخ به تیراندازی هو ویساک و ممنوعیت استفاده از پرچم بودایی در اوایل ماه مه، اکثریت بودایی ویتنام جنوبی در نافرمانی مدنی گسترده و اعتراضی علیه تعصبات مذهبی و تبعیض حکومت دیم تحت سلطه کاتولیک‌ها به پا برخاستند. معابد بودایی در شهرهای بزرگ، به ویژه پاگودا ژا لوی به کانون معترضان و محل تجمع راهبان بودایی از مناطق روستایی تبدیل شدند.
در ماه اوت، چندین ژنرال ارتش جمهوری ویتنام (ARVN) ظاهراً برای شکستن تظاهرات، اما در واقع برای آماده شدن برای یک کودتای نظامی پیشنهاد اعمال حکومت نظامی را دادند. با این حال، نهو، که از قبل به دنبال دستگیری رهبران بودایی و سرکوب جنبش اعتراضی بود، از این فرصت استفاده کرد تا از ژنرال‌ها پیش دستی کند. او نیروهای ویژه تونگ را در یونیفورم ارتش پنهان کرد و از آنها برای حمله به بودایی‌ها استفاده کرد و در نتیجه باعث شد که عموم مردم و متحدان ایالات متحده ویتنام جنوبی ارتش را سرزنش کنند و از شهرت و توانایی ژنرال‌ها برای عمل به عنوان رهبران ملی آینده کاسته شود.

## زمینه
تخمین زده می‌شد در سال ۱۹۶۳، در ویتنام جنوبی اکثریت بودایی بین ۷۰ تا ۹۰ درصد جمعیت را تشکیل می‌داد، سیاست‌های کاتولیکی رئیس‌جمهور نگو دین دیم با مخالفت‌های بسیاری روبه رو شد. دولت او که عضو اقلیت کاتولیک بود، در خدمات عمومی و ترفیعات نظامی و همچنین در تخصیص زمین، امتیازات تجاری و امتیازات مالیاتی نسبت به کاتولیک‌ها تعصب داشت. بسیاری از افسران ARVN با این باور که آینده شغلی آنها به آن بستگی دارد، به مسیحیت گرویده بودند، و اگر این کار را انجام نمی‌دادند، از ارتقای رتبه به آنان خودداری می‌شد. علاوه بر این، توزیع سلاح گرم به شبه نظامیان روستایی که برای عقب راندن چریک‌های ویت‌کنگ مورد استفاده قرار می‌گرفت فقط به کاتولیک‌ها داده می‌شد. برخی از کشیش‌های کاتولیک ارتش‌های خصوصی را اداره می‌کردند. برخی از روستاهای بودایی برای دریافت کمک یا اجتناب از اسکان اجباری توسط رژیم دیم به‌طور دسته جمعی تغییر دین دادند.